# Miroslav Cinibulk
Miroslav Cinibulk es un deportista checo que compitió en tenis de mesa adaptado. Ganó una medalla de plata en los Juegos Paralímpicos de Sídney 2000 en la prueba de equipo (clase 10).

## Palmarés internacional
| Juegos Paralímpicos | Juegos Paralímpicos | Juegos Paralímpicos | Juegos Paralímpicos |
| Año                 | Lugar               | Medalla             | Prueba              |
| ------------------- | ------------------- | ------------------- | ------------------- |
| 2000                | Sídney (Australia)  | Medalla de plata    | Equipo 10           |